# Pumbaraius malabarensis
Pumbaraius malabarensis is een hooiwagen uit de familie Podoctidae.